# Indrek Pertelson
Indrek Pertelson, né le 21 avril 1971, est un judoka estonien. Il est double médaillé de bronze dans la catégorie des poids lourds (> 100 kg) aux Jeux olympiques en 2000 à Sydney et en 2004 à Athènes. En outre, il est médaillé mondial et est champion d'Europe en 1996.

## Palmarès

### Jeux olympiques
- Jeux olympiques de 2000 à Sydney (Australie) :
  -  Médaille de bronze dans la catégorie des +100 kg.
- Jeux olympiques de 2004 à Athènes (Grèce) :
  -  Médaille de bronze dans la catégorie des +100 kg.

### Championnats du monde
- Championnats du monde 1999 à Birmingham (Royaume-Uni) :
  -  Médaille d'argent en +100 kg.
- Championnats du monde 2003 à Osaka (Japon) :
  -  Médaille d'argent en toutes catégories.

### Championnats d'Europe
| Chpts d'Europe    | 1996 | 1997 | 1998 | 1999 | 2004 |
| ----------------- | ---- | ---- | ---- | ---- | ---- |
| +100 kg           | -    | -    | -    | 3e   | 2e   |
| Toutes catégories | 1er  | 3e   | 3e   | -    | -    |